# Барди, Лина Бо
Лина Бо Барди (в девичестве Акиллина Бо; 5 декабря 1914 — 20 марта 1992) — бразильская архитектор-модернист. Родилась в Италии. Посвятила свою жизнь продвижению социального и культурного потенциала архитектуры и дизайна. Она также известна как дизайнер мебели и ювелирных украшений.

## Биография
Родилась в Риме в 1914 году. В 1930-х годах училась на факультете архитектуры Римском университете, затем переехала в Милан работать в студии знаменитого итальянского архитектора Джо Понти. Во время второй мировой войны вступила в итальянскую компартию и участвовала в итальянском Движении сопротивления.
В 1946 году Лина вернулась в Рим и вышла замуж за критика и журналиста Петро Марию Барди и в этом же году они уехали в Южную Америку.

## Известные проекты
- Художественный музей Сан-Паулу (1968)
- SESC Pompeia — дизайн развлекательного центра (1986)
- Стеклянный дом (1951) — первый проект, построенного по принципу открытости внешнему миру, окружение проникает в него становясь его частью[7].
- Bowl Chair — кресло-полусфера.
- Teatro Oficina (1991)